# Хагба, Анри Разанбеевич
Анри́ Разанбе́евич Ха́гба (7 января 1992, Сочи, Россия) — российский и абхазский футболист, воспитанник академии «Ростова»

## Карьера
С 2009 года начал выступать за молодёжную команду «Ростова». В сезоне 2010 дебютировал в 20 туре в игре против махачкалинского «Анжи», выйдя на замену вместо Тимофея Калачёва на 90 минуте. В январе 2013 года покинул команду на правах свободного агента. В январе 2013 года подписал контракт с «Афоном». В 2017 году стал игроком «Нарта» из Сухума. В 2019 году завершил профессиональную игровую карьеру.